# Krasimir Widenow
Krasimir Petrow Widenow (bułg. Красимир Петров Виденов; ur. 15 czerwca 1968 w Samokowie) – bułgarski biathlonista. W Pucharze Świata zadebiutował 21 stycznia 1988 roku w Anterselvie, gdzie zajął 67. miejsce w sprincie. Pierwsze punkty wywalczył 19 stycznia 1989 roku w Borowcu, zajmując 20. miejsce w biegu indywidualnym. Nigdy nie stanął na podium zawodów pucharowych. Najlepsze wyniki osiągnął w sezonie 1990/1991, kiedy zajął 48. miejsce w klasyfikacji generalnej. W 1989 roku wystartował na mistrzostwach świata w Feistritz, gdzie zajął 34. miejsce w biegu indywidualnym, 12. miejsce w biegu drużynowym, 41. w sprincie i 10. miejsce w sztafecie. Był też między innymi piętnasty w biegu indywidualnym podczas mistrzostw świata w Mińsku/Oslo w 1990 roku. W 1988 roku wystartował na igrzyskach olimpijskich w Calgary, zajmując 29. miejsce w sprincie i ósme w sztafecie. Na rozgrywanych cztery lata później igrzyskach w Albertville uplasował się na 14. pozycji w biegu indywidualnym, 35. pozycji w sprincie i czternastej w sztafecie. Brał też udział w igrzyskach olimpijskich w Lillehammer w 1994 roku, gdzie zajął 60. miejsce w biegu indywidualnym i 31. miejsce w sprincie. Zdobył również brązowy medal w sztafecie podczas MŚJ w Lahti w 1987 roku.

## Osiągnięcia

### Igrzyska olimpijskie
| Rok  | Miejscowość | Konkurencje | Konkurencje | Konkurencje | Konkurencje | Konkurencje | Konkurencje | Konkurencje |
| Rok  | Miejscowość | IN          | SP          | PU          | MS          | RL          | MR          | SR          |
| ---- | ----------- | ----------- | ----------- | ----------- | ----------- | ----------- | ----------- | ----------- |
| 1988 | Calgary     | –           | 29.         | nd.         | nd.         | 8.          | nd.         | –           |
| 1992 | Albertville | 14.         | 35.         | nd.         | nd.         | 14.         | nd.         | –           |
| 1994 | Lillehammer | 60.         | 31.         | nd.         | nd.         | –           | nd.         | –           |

### Mistrzostwa świata
| Rok  | Miejscowość | Konkurencje | Konkurencje | Konkurencje | Konkurencje | Konkurencje | Konkurencje | Konkurencje |
| Rok  | Miejscowość | IN          | SP          | PU          | MS          | RL          | MR          | SR          |
| ---- | ----------- | ----------- | ----------- | ----------- | ----------- | ----------- | ----------- | ----------- |
| 1989 | Feistritz   | 34.         | 41.         | nd.         | nd.         | 10.         | nd.         | –           |
| 1990 | Mińsk/Oslo  | 15.         | 22.         | nd.         | nd.         | –           | nd.         | –           |
| 1991 | Lahti       | –           | 56.         | nd.         | nd.         | –           | nd.         | –           |
| 1993 | Borowec     | 45.         | 53.         | nd.         | nd.         | 19.         | nd.         | –           |
| 1995 | Anterselva  | 80.         | 54.         | nd.         | nd.         | –           | nd.         | –           |

### Puchar Świata

#### Miejsca w klasyfikacji generalnej
| Sezon     | Miejsce |
| --------- | ------- |
| 1987/1988 | -       |
| 1988/1989 | 74.     |
| 1989/1990 | 49.     |
| 1990/1991 | 48.     |
| 1991/1992 | ?       |
| 1992/1993 | -       |
| 1993/1994 | -       |
| 1994/1995 | 78.     |

#### Miejsca na podium chronologicznie
Widenow nigdy nie stanął na podium zawodów PŚ.